# Piłkarski Turniej na Cyprze 2002
Piłkarski Turniej na Cyprze 2002 – turniej towarzyski na Cyprze rozegrano po raz szósty w 2002 roku. Uczestniczyły w nim cztery reprezentacje narodowe: gospodarzy, Czech, Węgier i Szwajcarii.

## Mecze

### Półfinały
| 12 lutego Nikozja |  | Cypr | 1 | - | 1, po dogrywce, karne: 4:2 (1-1, 1-1, 1-1) | Szwajcaria |

| 12 lutego Larnaka Cypr |  | Węgry | 0 | - | 2 (0-1) | Czechy |

### O trzecie miejsce
| 13 lutego Limassol Cypr |  | Węgry | 1 | - | 2 (0-0) | Szwajcaria |

### Finał
| 13 lutego Nikozja |  | Cypr | 3 | - | 4 (1-0) | Czechy |  |

Triumfatorem piłkarskiego turnieju na Cyprze 2002 została reprezentacja Czech.